# Centre spatial de Toulouse
Pour les articles homonymes, voir CST.
Le Centre spatial de Toulouse (CST) est le centre technique et opérationnel du Centre national d'études spatiales. Créé en 1968, il est situé au no 18 avenue Édouard-Belin, dans le quartier de Rangueil-Lespinet à Toulouse dans le département de la Haute-Garonne en région Occitanie. Plus de 1 700 salariés y sont chargés du développement de la plupart des travaux de la responsabilité du CNES à l'exception des lanceurs et de leurs lancements.

## Historique
Le CNES est institué par la loi du 19 décembre 1961. Dès 1963, il est décidé que les moyens consacrés aux satellites, fusées-sondes et ballons seront installés à Toulouse en application de la politique de décentralisation définie par la DATAR. Cette décision s'inscrit dans un objectif plus large de faire de Toulouse la « capitale de la recherche aéronautique » et s'accompagne des transferts de l’ENSA (École nationale supérieure de l'aéronautique), de l’ENAC (École nationale de l'aviation civile) et de l’ONERA (Office national d'études et de recherches aérospatiales).
La déclaration d'utilité publique du 10 février 1965 officialise l'emplacement du site sur les communes de Toulouse et Ramonville-Saint-Agne, dans la zone de Rangueil-Lespinet, au sein d'un nouveau complexe d'enseignement et de recherche aérospatiale qui regroupe les grandes écoles aéronautiques et de nouveaux laboratoires tels que le CESR (Centre d'études spatiales des rayonnements) ou le LAAS (Laboratoire d'automatique et de ses applications spatiales). L'établissement occupe un terrain de 50 hectares situé à proximité de la base historique de l'Aéropostale à Montaudran.
Les travaux débutent en février 1967, et le Centre spatial de Toulouse accueille son premier personnel à la fin du mois de septembre 1968. Les activités du centre de Brétigny y sont progressivement transférées: ballons en 1968, fusées-sondes en 1969, satellites en 1970-1971.
Le centre est officiellement inauguré le 29 octobre 1973 par Jean Charbonnel, ministre du Développement industriel et scientifique.

## Localisation et environnement
Situé dans le quartier toulousain de Rangueil-Lespinet à Toulouse, l'établissement du CNES est au centre d'un vaste complexe scientifique et universitaire à vocation aérospatiale d'une cinquantaine d'hectares accueillant des écoles (Université Paul-Sabatier, ISAE (Sup Aéro), ENAC, IAS, INSA...), des laboratoires (CERT-ONERA, LAAS, CESR, OMP (LEGOS, DTP), GRGS, CESBIO…), des entreprises aérospatiales (EADS Astrium Satellites, Thales Alenia Space, Spot Image, CLS-Argos, Intespace…) ainsi que le Commandement de l'Espace créé le 8 septembre 2019. Il faut également ajouter la ZAC de Toulouse Aerospace, située juste à côté dans le quartier de Montaudran.
L'entrée historique, au nord du site, est située au 18 de l'avenue Édouard Belin, côté Université Paul Sabatier. Un second accès, au sud, est situé sur le rond-point Guillaumat, côté Parc technologique du canal.

## Missions et projets
À l'exception des lanceurs et de leurs lancements, l'établissement toulousain est chargé de la plupart des travaux de la responsabilité du CNES : conception, développement, réalisation en partenariat avec les entreprises industrielles et les laboratoires scientifiques, mise en orbite, contrôle et exploitation des véhicules et des systèmes spatiaux, satellites, sondes et ballons. Il mène simultanément une quarantaine de projets spatiaux en coopération avec une vingtaine de pays. Il accueille également le centre de contrôle du véhicule automatique de transfert européen (ATV). Ses missions couvrent la plupart des tâches techniques et d'assistance aux scientifiques comme le management des projets, les études de recherche et technologie, les centres d'opération pour les mises à poste et la gestion en orbite, les moyens informatiques et d'études mathématiques, les supports (administration, logistique et communication). Le CNES exerce en outre à partir du Centre spatial de Toulouse une délégation de maîtrise d'ouvrage pour la direction générale de l'Armement.

## Activités transversales
En plus de ses programmes d'activité, le CNES engage ou développe en coopération dans l'établissement toulousain des travaux lui permettant de préparer les évolutions et les projets spatiaux futurs. Certaines de ces activités transversales concernent les plateformes satellites et d'autres les organismes de préparation et d'exploitation de missions pérennes.

### Alphabus
Alphabus est la grande plateforme du futur pesant de 6  à   9 tonnes et emportant jusqu'à 1 500 kg de charge utile servis par une puissance de 12  à   18 kW. Étudiée avec l'ESA, EADS Astrium et Thales Alenia Space, elle prépare les télécommunications de l'avenir.

### Proteus et Myriade
Proteus et Myriade : beaucoup d'expériences scientifiques se satisfont de petits satellites rapidement réalisables. C'est dans ce but que sont étudiées des petites plateformes multi missions faisant gagner un temps précieux aux scientifiques. Proteus est le modèle pour minisatellites (500 kg) et Myriade celui pour la catégorie inférieure (200 kg). 

### CADMOS
Le Centre d'aide au développement des activités en micro-pesanteur et des opérations spatiales (CADMOS) est une structure du CNES mise à la disposition des équipes d'utilisateurs pour la préparation puis la réalisation des expériences en micro-pesanteur (station spatiale, satellites, Airbus 0g, etc.). Il assure un rôle de centre de mission, d'opération et d'exploitation.

### DORIS
Doppler Orbitography and Radiopositioning Integrated by Satellite (DORIS), en français : « Détermination d’orbite et de radiopositionnement intégrés par satellite » est un programme CNES-IGN-GRGS d'altimétrie et de localisation précise de satellites et de points de référence au sol dont les récepteurs sont embarqués depuis 1990 sur les satellites SPOT, TOPEX, ENVISAT…

### ICARE
Interactions, Clouds, Aerosols, Radiations, Etc. (ICARE) en français : « nuages, aérosols, rayonnement et eau », est un pôle créé par le CNES, le CNRS, l'INSU et l'USTL. Il traite de la gestion, expertise et diffusion des données liées à des phénomènes atmosphériques. Il exploite les données de la constellation des six satellites A-Train (Aqua-train).

### GEIPAN
Le GEIPAN est le Groupe d'étude et d'information sur les phénomènes aérospatiaux non identifiés. Interrogé très tôt sur les phénomènes d'OVNIS, le CNES a créé en 1977 un bureau chargé d'apporter certaines réponses aux interrogations du public. Des dossiers d'enquête, maintenant accessibles sur le net, sont établis en relation avec les autorités (gendarmerie, police, mairies…) recevant les témoignages. Le CNES ne prend pas position sur l'hypothèse extraterrestre et transmet les cas inexpliqués (28 %) pour analyse et avis à un Comité scientifique. Le rôle et les travaux d'un établissement public sur les PAN sont souvent contestés, autant par les Ufologues que par les ufosceptiques. 

### BALLONS
BALLONS (pour Ballon-sonde), est une activité créée par le CNRS et le CNES dès 1962. Le développement et l'utilisation de ballons pour des campagnes scientifiques (ballons stratosphériques, ballons pressurisés, montgolfières infrarouges…) sont une spécialité où le CNES partage la première place avec les États-Unis. L'activité est dirigée depuis Toulouse, mais le Centre technique est à Aire-sur-l'Adour dans le département des Landes. Les lâchers de ballons sont organisés par campagnes le plus souvent à l'étranger pour les besoins scientifiques, mais aussi en France depuis Aire-sur-l'Adour et depuis l'aérodrome de Gap - Tallard dans les Hautes-Alpes.

### MEDES
Le MEDES (Institut de médecine et de physiologie spatiales) est un GIE créé par le CNES et les Hôpitaux de Toulouse ainsi que plusieurs Universités (Clermont-Ferrand, Bordeaux 3, Saint-Étienne, Toulouse 3, Tours et Angers). L'Institut s'investit dans les missions spatiales habitées (suivi médical des astronautes, micropesanteur…) dans la recherche clinique (effets de l'impesanteur) et ses applications à la santé et dans la télémédecine. La Clinique spatiale du Médes est installée au CHU de Toulouse–Rangueil. L'Institut travaille étroitement avec le CADMOS et l'ESA-EAC (Centre européen des astronautes).

### Culture spatiale
Établissement public, le CNES a dès sa création fait un effort d'information et d'animation pour faire connaître et apprécier les activités spatiales par les jeunes et par leurs enseignants. Formations, conférences, expositions, visites sont organisées tout au long de l'année et des stages de lancements de mini-fusées et de lâchers de ballons sont proposés aux plus passionnés. Un site Internet à la portée des plus jeunes offre une approche ludique des recherches et techniques spatiales.

### Aerospace Valley
Aerospace Valley est un pôle de compétitivité regroupant les compétences aérospatiales des régions Midi-Pyrénées et Aquitaine. Le CNES contribue activement au développement de ce pôle qui est le plus important en Europe. Le Centre spatial de Toulouse est avec son projet EGNOS à l'origine de Galileo qui devrait regrouper à Toulouse une part importante de ses moyens. 